# Киера
Ки́ера (ест. Kõera küla) — село в Естонії, у волості Ганіла повіту Ляенемаа.

## Населення
Чисельність населення на 31 грудня 2011 року становила 10 осіб.